# Tour Midi-Pyrénées 1986
Il Tour Midi-Pyrénées 1986, decima edizione della corsa, si svolse dal 25 al 29 marzo su un percorso di 820 km ripartiti in 4 tappe (la terza suddivisa in due semitappe) più un cronoprologo, con partenza da Figeac e arrivo a Castres. Fu vinto dallo svizzero Niki Rüttimann della La Vie Claire Wonder-Radar davanti al francese Charly Mottet e al belga Claude Criquielion.

## Tappe
| Tappa  | Data     | Percorso                            | km  | Vincitore di tappa      | Leader cl. generale     |
| ------ | -------- | ----------------------------------- | --- | ----------------------- | ----------------------- |
| Prol.  | 25 marzo | Figeac > Figeac (cron. individuale) | 4,8 | Gilbert Duclos-Lassalle | Gilbert Duclos-Lassalle |
| 1ª     | 25 marzo | Castres > Cahors                    | 164 | Charly Mottet           | Gilbert Duclos-Lassalle |
| 2ª     | 26 marzo | Cahors > Auch                       | 193 | Bernard Hinault         | Niki Rüttimann          |
| 3ª-1ª  | 27 marzo | Tarbes > Pamiers                    | 202 | Gilbert Duclos-Lassalle | Niki Rüttimann          |
| 3ª-2ª  | 28 marzo | Graulet > Graulet                   | 61  | Franky Van Oyen         | Niki Rüttimann          |
| 4ª     | 29 marzo | Albi > Castres                      | 195 | Francis Castaing        | Niki Rüttimann          |
| Totale | Totale   | Totale                              | 820 |                         |                         |

## Dettagli delle tappe

### Prologo
- 25 marzo: Figeac > Figeac (cron. individuale) – 4,8 km

| Pos. | Corridore               | Squadra | Tempo |
| ---- | ----------------------- | ------- | ----- |
| 1    | Gilbert Duclos-Lassalle | Peugeot | 6'25" |
| 2    | Jerome Simon            | Peugeot | a 9"  |
| 3    | Pascal Simon            | Peugeot | s.t.  |

| Pos. | Corridore               | Squadra | Tempo |
| ---- | ----------------------- | ------- | ----- |
| 1    | Gilbert Duclos-Lassalle | Peugeot |       |

### 1ª tappa
- 25 marzo: Castres > Cahors – 164 km

| Pos. | Corridore        | Squadra      | Tempo    |
| ---- | ---------------- | ------------ | -------- |
| 1    | Charly Mottet    | Système U    | 5h37'12" |
| 2    | Stephan Joho     | KAS-Canal 10 | s.t.     |
| 3    | Francis Castaing | R.M.O.       | s.t.     |

| Pos. | Corridore               | Squadra | Tempo |
| ---- | ----------------------- | ------- | ----- |
| 1    | Gilbert Duclos-Lassalle | Peugeot |       |

### 2ª tappa
- 26 marzo: Cahors > Auch – 193 km

| Pos. | Corridore       | Squadra       | Tempo    |
| ---- | --------------- | ------------- | -------- |
| 1    | Bernard Hinault | La Vie Claire | 5h39'40" |
| 2    | Charly Mottet   | Système U     | s.t.     |
| 3    | Ronan Pensec    | Peugeot       | s.t.     |

| Pos. | Corridore      | Squadra       | Tempo |
| ---- | -------------- | ------------- | ----- |
| 1    | Niki Rüttimann | La Vie Claire |       |

### 3ª tappa - 1ª semitappa
- 27 marzo: Tarbes > Pamiers – 202 km

| Pos. | Corridore               | Squadra       | Tempo    |
| ---- | ----------------------- | ------------- | -------- |
| 1    | Gilbert Duclos-Lassalle | Peugeot       | 2h15'35" |
| 2    | Steve Bauer             | La Vie Claire | a 1"     |
| 3    | Philippe Delaurier      | Hitachi       | s.t.     |

| Pos. | Corridore      | Squadra       | Tempo |
| ---- | -------------- | ------------- | ----- |
| 1    | Niki Rüttimann | La Vie Claire |       |

### 3ª tappa - 2ª semitappa
- 28 marzo: Graulet > Graulet – 61 km

| Pos. | Corridore       | Squadra      | Tempo    |
| ---- | --------------- | ------------ | -------- |
| 1    | Franky Van Oyen | Lotto        | 1h24'42" |
| 2    | Éric Boyer      | Système U    | s.t.     |
| 3    | Stephan Joho    | KAS-Canal 10 | s.t.     |

| Pos. | Corridore      | Squadra       | Tempo |
| ---- | -------------- | ------------- | ----- |
| 1    | Niki Rüttimann | La Vie Claire |       |

### 4ª tappa
- 29 marzo: Albi > Castres – 195 km

| Pos. | Corridore        | Squadra | Tempo    |
| ---- | ---------------- | ------- | -------- |
| 1    | Francis Castaing | R.M.O.  | 5h04'35" |
| 2    | Andre Chappuis   | R.M.O.  | s.t.     |
| 3    | Rocco Cattaneo   | Cilo    | a 1'30"  |

| Pos. | Corridore          | Squadra       | Tempo     |
| ---- | ------------------ | ------------- | --------- |
| 1    | Niki Rüttimann     | La Vie Claire | 20h10'38" |
| 2    | Charly Mottet      | Système U     | a 7"      |
| 3    | Claude Criquielion | Hitachi       | s.t.      |

## Classifiche finali

### Classifica generale
| Pos. | Corridore          | Squadra           | Tempo     |
| ---- | ------------------ | ----------------- | --------- |
| 1    | Niki Rüttimann     | La Vie Claire     | 20h10'38" |
| 2    | Charly Mottet      | Système U         | a 7"      |
| 3    | Claude Criquielion | Hitachi           | s.t.      |
| 4    | Ronan Pensec       | Peugeot-Shell     | a 8"      |
| 5    | Anselmo Fuerte     | Zor-BH            | a 15"     |
| 6    | Bernard Hinault    | La Vie Claire     | a 17"     |
| 7    | Néstor Mora        | Postobón-Manzana  | a 32"     |
| 8    | Jan Nevens         | Lotto-Eddy Merckx | a 52"     |
| 9    | Rocco Cattaneo     | Cilo-Aufina       | a 2'32"   |
| 10   | Philippe Bouvatier | Zor-BH            | s.t.      |